# Tommaso Milanese
Tommaso Milanese, né le 31 juillet 2002 à Galatina en Italie, est un footballeur italien, qui évolue au poste de milieu central.

## Biographie

### En club
Né à Galatina en Italie, Tommaso Milanese est formé par ASD Fabrizio Miccoli avant de poursuivre sa formation à l'AS Rome, qu'il rejoint en 2016. Il joue son premier match en professionnel avec le club de la capitale, le 5 novembre 2020 lors d'un match de Ligue Europa face au CFR Cluj. Il entre en jeu à la place de Bryan Cristante et délivre une passe décisive pour Pedro, participant ainsi à la victoire des siens (5-0). Le 10 décembre 2020, il est titularisé en Ligue Europa face au PFK CSKA Sofia. Il se fait remarquer ce jour-là en inscrivant son premier but en professionnel, mais son équipe s'incline par trois buts à un,.
Le 25 août 2021, Milanese est prêté à l'US Alexandrie, en Serie B.
Le 2 juillet 2022, Tommaso Milanese quitte définitivement l'AS Rome pour s'engager en faveur de l'US Cremonese,.
Le 31 janvier 2023, Milanese est prêté jusqu'à la fin de la saison au Venise FC.

### En sélection
Tommaso Milanese représente l'équipe d'Italie des moins de 16 ans de 2017 à 2018 pour un total de onze matchs joués et un but marqué.
Le 7 octobre 2021, Tommaso Milanese joue son premier match avec l'équipe d'Italie des moins de 20 ans, contre la Angleterre. Il entre en jeu et les deux équipes se neutralisent (1-1).